# ووکیتسا میتیچ
ووکیتسا میتیچ (انگلیسی: Vukica Mitić؛ ۷ دسامبر ۱۹۵۳ – ۲۷ ژوئن ۲۰۱۹) بازیکن بسکتبال اهل یوگسلاوی بود.
وی در مسابقات کشوری و بین‌المللی در مجموع برندهٔ ۱ مدال نقره، ۲ مدال برنز شده‌است.